# Clytus rufobasalis
Clytus rufobasalis là một loài bọ cánh cứng trong họ Cerambycidae.